# Forêts humides du bassin occidental du Congo
Localisation
Les Forêts humides du bassin occidental du Congo forment une écorégion terrestre définie par le Fonds mondial pour la nature (WWF), qui appartient au biome des forêts de feuillus humides tropicales et subtropicales de l'écozone afrotropicale. Elle s'étend sur le sud-est de la République centrafricaine, le sud-ouest du Cameroun, le nord de la République du Congo, et l'est du Gabon.
La région connaît un niveau élevé d'endémisme animal et végétal et fait partie de la liste « Global 200 » du WWF sous le nom de « forêts humides du bassin occidental du Congo ».